# Aknysta
L'Aknysta és un riu del districte municipal d'Anykščiai (Lituània). Neix al llac Aknystėlis, flueix a través del llac Lipšys, i esdevé un tributari per l'esquerra del riu Šventoji. Recorre 18,2 quilòmetres, amb una àrea de 94,2 km², i té com a afluents per la dreta el Kilėva, el Gėtys el Bigulis i el Varnupys. Passa per les viles d'Aknystos i Aknysčiai.